# Цайхун
Цайхун (кит. упр. 彩虹, пиньинь Cǎihóng, рус. Радуга) — семейство китайских средневысотных разведывательно-ударных дронов. Разработаны Китайской академией аэрокосмической аэродинамики, входящей в состав Китайской аэрокосмической научно-технической корпорации (CASC). Китайская академия аэрокосмической аэродинамики также известна как 11-я академия КАНТК, или 701-й научно-исследовательский институт.

## Цайхун-5
Первые открытые испытания Цайхун-5 состоялись 14 июля 2017 года в провинции Хэбэй. Впервые был представлен публике на китайской международной авиационно-космической выставке Airshow China-2016 в Чжухае.
Первые открытые испытания на завершающем этапе разработки состоялись 14 июля 2017 года. Полёт продолжался чуть более 20 минут. Испытания проходили в провинции Хэбэй. Дрон может находиться в воздухе 60 часов. Взлётная масса до 3,3 тонн, из которых 1 тонна — вооружение: ракеты и авиабомбы 50, 100 и 200 кг. Дальность полёта беспилотника достигает 10 тыс. км. Размах крыльев составляет 20 метров. Обычная рабочая высота полёта Цайхун-5 предусмотрена на высоте 5000 м, поскольку высоты свыше 9000 м избыточны для беспилотника.
Многоцелевой дрон позволяет размещать радиолокационное оборудование, камеры высокого разрешения, радиопередатчики и средства радиоэлектронной борьбы. Также предусмотрена гражданская версия дрона. У Цайхун-5 шесть подвесных креплений. Дрон выполнен из композитных материалов. Крейсерская скорость от 180 до 220 км/ч.